# Leia submaculipennis
Leia submaculipennis är en tvåvingeart som beskrevs av Freeman 1954. Leia submaculipennis ingår i släktet Leia och familjen svampmyggor. Inga underarter finns listade i Catalogue of Life.